# Daniel Brière
Daniel Jean-Claude Brière (Gatineau, 6 ottobre 1977) è un ex hockeista su ghiaccio canadese.

## Palmarès

### Mondiali
- 2 medaglie:
  - 2 ori (Finlandia 2003; Repubblica Ceca 2004)